# سیارک ۱۵۲۰
سیارک ۱۵۲۰ (به انگلیسی: 1520 Imatra، نامگذاری:1938UY) هزار و پانصد و بیستمین سیارک کشف شده‌است که در ۲۲ اکتبر ۱۹۳۸ کشف شد.
قدر مطلق سیارک برابر ۱۰٫۰۰ است.